# Judo na Letních olympijských hrách 2016 – muži – polotěžká váha
Zápasy v judu na Letních olympijských hrách v Riu v kategorii polotěžkých vah mužů proběhly v hale Carioca Arena 2 v přilehlé části Ria de Janeira v Barra da Tijuca 11. srpna 2016. Olympijským vítězem se stal český reprezentant Lukáš Krpálek.

## Finále
| finále        |               |
| ------------- | ------------- |
| Elmar Gasimov | Lukáš Krpálek |
| Lukáš Krpálek | Lukáš Krpálek |

## Opravy / O bronz
Poražení čtvrtfinalisté se utkávají mezi sebou v opravách. Vítězové oprav následně vyzvou poražené semifinalisty v boji o bronzovou medaili.
| opravy            | o bronz           |                |
| ----------------- | ----------------- | -------------- |
| Ramadán Dervíš    | Karl-Richard Frey | Cyrille Maret  |
| Karl-Richard Frey | Karl-Richard Frey | Cyrille Maret  |
|                   | Cyrille Maret     | Cyrille Maret  |
| Beka Gvinyjašvili | Rjúnosuke Haga    | Rjúnosuke Haga |
| Rjúnosuke Haga    | Rjúnosuke Haga    | Rjúnosuke Haga |
|                   | Artem Blošenko    | Rjúnosuke Haga |

## Pavouk
|   | 1/64                    | 1/32                  | 1/16              | čtvrtfinále       | semifinále     | finále        |
| - | ----------------------- | --------------------- | ----------------- | ----------------- | -------------- | ------------- |
| A | volný los               | Elmar Gasimov         | Elmar Gasimov     | Elmar Gasimov     | Elmar Gasimov  | Elmar Gasimov |
| A | volný los               | Elmar Gasimov         | Elmar Gasimov     | Elmar Gasimov     | Elmar Gasimov  | Elmar Gasimov |
| A | volný los               | Tagir Chajbulajev     | Elmar Gasimov     | Elmar Gasimov     | Elmar Gasimov  | Elmar Gasimov |
| A | volný los               | Tagir Chajbulajev     | Elmar Gasimov     | Elmar Gasimov     | Elmar Gasimov  | Elmar Gasimov |
| A | volný los               | Ivan Remarenko        | Lyes Bouyacoub    | Elmar Gasimov     | Elmar Gasimov  | Elmar Gasimov |
| A | volný los               | Ivan Remarenko        | Lyes Bouyacoub    | Elmar Gasimov     | Elmar Gasimov  | Elmar Gasimov |
| A | volný los               | Lyes Bouyacoub        | Lyes Bouyacoub    | Elmar Gasimov     | Elmar Gasimov  | Elmar Gasimov |
| A | volný los               | Lyes Bouyacoub        | Lyes Bouyacoub    | Elmar Gasimov     | Elmar Gasimov  | Elmar Gasimov |
| A | volný los               | Ramadán Dervíš        | Ramadán Dervíš    | Ramadán Dervíš    | Elmar Gasimov  | Elmar Gasimov |
| A | volný los               | Ramadán Dervíš        | Ramadán Dervíš    | Ramadán Dervíš    | Elmar Gasimov  | Elmar Gasimov |
| A | volný los               | Dominic Dugasse       | Ramadán Dervíš    | Ramadán Dervíš    | Elmar Gasimov  | Elmar Gasimov |
| A | volný los               | Dominic Dugasse       | Ramadán Dervíš    | Ramadán Dervíš    | Elmar Gasimov  | Elmar Gasimov |
| A | volný los               | Najdangín Tüvšinbajar | José Armenteros   | Ramadán Dervíš    | Elmar Gasimov  | Elmar Gasimov |
| A | volný los               | Najdangín Tüvšinbajar | José Armenteros   | Ramadán Dervíš    | Elmar Gasimov  | Elmar Gasimov |
| A | volný los               | José Armenteros       | José Armenteros   | Ramadán Dervíš    | Elmar Gasimov  | Elmar Gasimov |
| A | volný los               | José Armenteros       | José Armenteros   | Ramadán Dervíš    | Elmar Gasimov  | Elmar Gasimov |
| B | volný los               | Martin Pacek          | Čo Ku-ham         | Artem Blošenko    | Artem Blošenko | Elmar Gasimov |
| B | volný los               | Martin Pacek          | Čo Ku-ham         | Artem Blošenko    | Artem Blošenko | Elmar Gasimov |
| B | volný los               | Čo Ku-ham             | Čo Ku-ham         | Artem Blošenko    | Artem Blošenko | Elmar Gasimov |
| B | volný los               | Čo Ku-ham             | Čo Ku-ham         | Artem Blošenko    | Artem Blošenko | Elmar Gasimov |
| B | Soib Qurbonov           | Artem Blošenko        | Artem Blošenko    | Artem Blošenko    | Artem Blošenko | Elmar Gasimov |
| B | Artem Blošenko          | Artem Blošenko        | Artem Blošenko    | Artem Blošenko    | Artem Blošenko | Elmar Gasimov |
| B | volný los               | Shah Hussain Shah     | Artem Blošenko    | Artem Blošenko    | Artem Blošenko | Elmar Gasimov |
| B | volný los               | Shah Hussain Shah     | Artem Blošenko    | Artem Blošenko    | Artem Blošenko | Elmar Gasimov |
| B | volný los               | Karl-Richard Frey     | Karl-Richard Frey | Karl-Richard Frey | Artem Blošenko | Elmar Gasimov |
| B | volný los               | Karl-Richard Frey     | Karl-Richard Frey | Karl-Richard Frey | Artem Blošenko | Elmar Gasimov |
| B | volný los               | Miklós Cirjenics      | Karl-Richard Frey | Karl-Richard Frey | Artem Blošenko | Elmar Gasimov |
| B | volný los               | Miklós Cirjenics      | Karl-Richard Frey | Karl-Richard Frey | Artem Blošenko | Elmar Gasimov |
| B | volný los               | Yan Naing Soe         | Yan Naing Soe     | Karl-Richard Frey | Artem Blošenko | Elmar Gasimov |
| B | volný los               | Yan Naing Soe         | Yan Naing Soe     | Karl-Richard Frey | Artem Blošenko | Elmar Gasimov |
| B | volný los               | Christopher George    | Yan Naing Soe     | Karl-Richard Frey | Artem Blošenko | Elmar Gasimov |
| B | volný los               | Christopher George    | Yan Naing Soe     | Karl-Richard Frey | Artem Blošenko | Elmar Gasimov |
| C | volný los               | Cyrille Maret         | Cyrille Maret     | Cyrille Maret     | Cyrille Maret  | Lukáš Krpálek |
| C | volný los               | Cyrille Maret         | Cyrille Maret     | Cyrille Maret     | Cyrille Maret  | Lukáš Krpálek |
| C | volný los               | Ayouba Traoré         | Cyrille Maret     | Cyrille Maret     | Cyrille Maret  | Lukáš Krpálek |
| C | volný los               | Ayouba Traoré         | Cyrille Maret     | Cyrille Maret     | Cyrille Maret  | Lukáš Krpálek |
| C | volný los               | Henk Grol             | Henk Grol         | Cyrille Maret     | Cyrille Maret  | Lukáš Krpálek |
| C | volný los               | Henk Grol             | Henk Grol         | Cyrille Maret     | Cyrille Maret  | Lukáš Krpálek |
| C | volný los               | Kyle Reyes            | Henk Grol         | Cyrille Maret     | Cyrille Maret  | Lukáš Krpálek |
| C | volný los               | Kyle Reyes            | Henk Grol         | Cyrille Maret     | Cyrille Maret  | Lukáš Krpálek |
| C | volný los               | Toma Nikiforov        | Toma Nikiforov    | Beka Gvinyjašvili | Cyrille Maret  | Lukáš Krpálek |
| C | volný los               | Toma Nikiforov        | Toma Nikiforov    | Beka Gvinyjašvili | Cyrille Maret  | Lukáš Krpálek |
| C | volný los               | Džavád Mahdžúb        | Toma Nikiforov    | Beka Gvinyjašvili | Cyrille Maret  | Lukáš Krpálek |
| C | volný los               | Džavád Mahdžúb        | Toma Nikiforov    | Beka Gvinyjašvili | Cyrille Maret  | Lukáš Krpálek |
| C | volný los               | Beka Gvinyjašvili     | Beka Gvinyjašvili | Beka Gvinyjašvili | Cyrille Maret  | Lukáš Krpálek |
| C | volný los               | Beka Gvinyjašvili     | Beka Gvinyjašvili | Beka Gvinyjašvili | Cyrille Maret  | Lukáš Krpálek |
| C | volný los               | Ben Fletcher          | Beka Gvinyjašvili | Beka Gvinyjašvili | Cyrille Maret  | Lukáš Krpálek |
| C | volný los               | Ben Fletcher          | Beka Gvinyjašvili | Beka Gvinyjašvili | Cyrille Maret  | Lukáš Krpálek |
| D | volný los               | Lukáš Krpálek         | Lukáš Krpálek     | Lukáš Krpálek     | Lukáš Krpálek  | Lukáš Krpálek |
| D | volný los               | Lukáš Krpálek         | Lukáš Krpálek     | Lukáš Krpálek     | Lukáš Krpálek  | Lukáš Krpálek |
| D | Mohammad Tawfiq Bakhshi | Jorge Fonseca         | Lukáš Krpálek     | Lukáš Krpálek     | Lukáš Krpálek  | Lukáš Krpálek |
| D | Jorge Fonseca           | Jorge Fonseca         | Lukáš Krpálek     | Lukáš Krpálek     | Lukáš Krpálek  | Lukáš Krpálek |
| D | volný los               | Grigorij Minaškin     | Maxim Rakov       | Lukáš Krpálek     | Lukáš Krpálek  | Lukáš Krpálek |
| D | volný los               | Grigorij Minaškin     | Maxim Rakov       | Lukáš Krpálek     | Lukáš Krpálek  | Lukáš Krpálek |
| D | volný los               | Maxim Rakov           | Maxim Rakov       | Lukáš Krpálek     | Lukáš Krpálek  | Lukáš Krpálek |
| D | volný los               | Maxim Rakov           | Maxim Rakov       | Lukáš Krpálek     | Lukáš Krpálek  | Lukáš Krpálek |
| D | volný los               | Rjúnosuke Haga        | Rjúnosuke Haga    | Rjúnosuke Haga    | Lukáš Krpálek  | Lukáš Krpálek |
| D | volný los               | Rjúnosuke Haga        | Rjúnosuke Haga    | Rjúnosuke Haga    | Lukáš Krpálek  | Lukáš Krpálek |
| D | volný los               | Jevgenij Borodavko    | Rjúnosuke Haga    | Rjúnosuke Haga    | Lukáš Krpálek  | Lukáš Krpálek |
| D | volný los               | Jevgenij Borodavko    | Rjúnosuke Haga    | Rjúnosuke Haga    | Lukáš Krpálek  | Lukáš Krpálek |
| D | volný los               | Rafael Buzacarini     | Rafael Buzacarini | Rjúnosuke Haga    | Lukáš Krpálek  | Lukáš Krpálek |
| D | volný los               | Rafael Buzacarini     | Rafael Buzacarini | Rjúnosuke Haga    | Lukáš Krpálek  | Lukáš Krpálek |
| D | volný los               | Pablo Aprahamian      | Rafael Buzacarini | Rjúnosuke Haga    | Lukáš Krpálek  | Lukáš Krpálek |
| D | volný los               | Pablo Aprahamian      | Rafael Buzacarini | Rjúnosuke Haga    | Lukáš Krpálek  | Lukáš Krpálek |